# 阿拉贡
亞拉岡（西班牙語）是西班牙东北部的一个自治区，面积47,719平方公里，人口1,277,471（2003年）。
阿拉贡向北与法国相邻，向东是加泰罗尼亚，向南是華倫西亞省，向西是卡斯蒂利亚-拉曼恰、卡斯蒂利亚-莱昂、拉里奥哈和纳瓦拉。萨拉戈萨省、韦斯卡省和特鲁埃尔省属于阿拉贡自治地区。阿拉贡的首府是萨拉戈萨。

## 歷史
亞拉岡最初是法國的一個郡，後來獨立為阿拉贡王国。925年亞拉岡與後來的納瓦拉合併。1035年亞拉岡又從納瓦拉王國分離出來，直到1707年它是一個獨立王國。亞拉岡國王不但統治著今天的阿拉貢自治區，而且因為西元1137年巴塞隆納伯爵拉蒙·贝伦格四世和亞拉岡唯一的繼承人亞拉岡公主佩德罗尼拉結婚，將亞拉岡和加泰隆尼亞合成阿拉貢-加泰隆尼亞王國，所以加泰隆尼亞地區也受他統治。後來巴利亞利群島、巴倫西亞、西西里島、那不勒斯和薩丁尼亞島也屬於他的統治。亞拉岡國王在歷史上還帶有巴倫西亞國王、馬霍卡國王、巴塞隆拿伯爵和蒙比利艾君主等稱號。有一段時間亞拉岡國王還是雅典公爵。
亞拉岡王國的實際中心是巴塞隆拿，巴塞隆拿是一個海港，而且幾乎位於王國所有領土的地理中心。到18世紀為止巴倫西亞是王國最重要的海港。巴塞隆拿有一段時間可以說是地中海上的一個霸權的中心。
1469年亞拉岡國王斐迪南二世與卡斯蒂利亞女王伊莎貝拉一世結婚建立了統一的西班牙。

## 经济
亞拉岡自治区大部分耕地为旱地，埃布罗河谷地为肥沃的灌溉区，种植麦类、玉米、甜菜、橄榄和葡萄。山区养羊、出产木材。
亞拉岡自治区属于中高工业化地区，工业主要集中在萨拉戈萨市，生产电气设备、机械、纺织品、甜菜糖和化工产品等。当地褐煤产量约占西班牙总产的1/2，建有巨大的坑口电站，能源主要靠火电和水电。

## 语言
除西班牙语外，在比利牛斯山的一些山谷中还有人说阿拉贡语。在靠近加泰罗尼亚的地区也有人说加泰罗尼亚语。